# Joseph Chompret
Le docteur Joseph Chompret (18 août 1869, Éclaron – 8 juin 1956, Paris) est un médecin, collectionneur et historien d’art français.

## Biographie
Fils d’un médecin de campagne, lui-même collectionneur, il a choisi également une carrière médicale et obtint son diplôme de médecine en 1893. Il se spécialisa en stomatologie, et inventa le syndesmotome. Il a été de longues années chef de service à l’hôpital Saint-Louis, à Paris.
Grand collectionneur, il s’intéressa aux couverts anciens, aux étains, aux ivoires et aux émaux médiévaux. Toutefois, il est surtout connu pour ses travaux sur la céramique, et sa collection de faïences françaises, de majoliques italiennes et de céramiques du Moyen-Orient est renommée. Le docteur Chompret a été également un grand ami des musées : le Musée de Céramique de Sèvres a reçu du Dr Chompret 280 pièces, le Musée des Arts décoratifs 339. Il a été d’ailleurs pendant 25 ans (1931-1956) président de l’association des Amis de Sèvres.

## Collections
Une partie de ses collections a été vendue au cours de plusieurs ventes aux enchères :
- Collection du Dr Chompret, Faïences anciennes françaises de Sceaux, Niderviller, Lunéville, Strasbourg, Marseille, Aprey, important ensemble de Rouen et Sinceny, première vente à Paris, Hôtel Drouot, le 25 mai 1938
- Collection du Dr Chompret, Faïences anciennes françaises de Sceaux, Niderviller, Lunéville, Moulins, Lille, Lorraine, Strasbourg, Aprey, Paris, important ensemble de Rouen et Sinceny, deuxième vente à Paris, Hôtel Drouot, le 16 décembre 1938
- Objets de haute curiosité, provenant de la collection du Dr J. Chompret : majoliques des XVIe et XVIIe siècles, vente à Paris, Hôtel Drouot, le 15 décembre 1976
- Ancienne collection du docteur Chompret: céramiques ottomanes, Iznik et Kütahya, à divers : Daghestan et Iznik, vente à Paris, Drouot-Richelieu, le 28 février 2000, étude Pescheteau-Badin, Godeau et Leroy
- Céramiques anciennes provenant de la collection du Dr Chompret et à divers, vente à Paris, Drouot-Richelieu, le 19 octobre 2011, étude Chayette & Cheval (sélection de majoliques du Dr Chompret)